# Mark Levinson

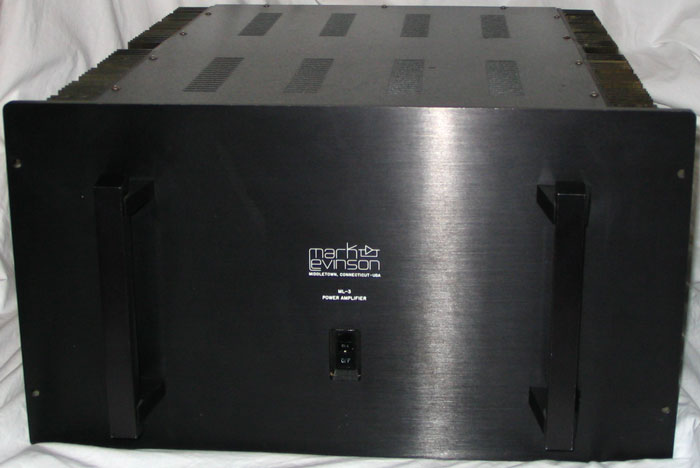
Mark Levinson ML-3, 52 kg (1978/79–1987)

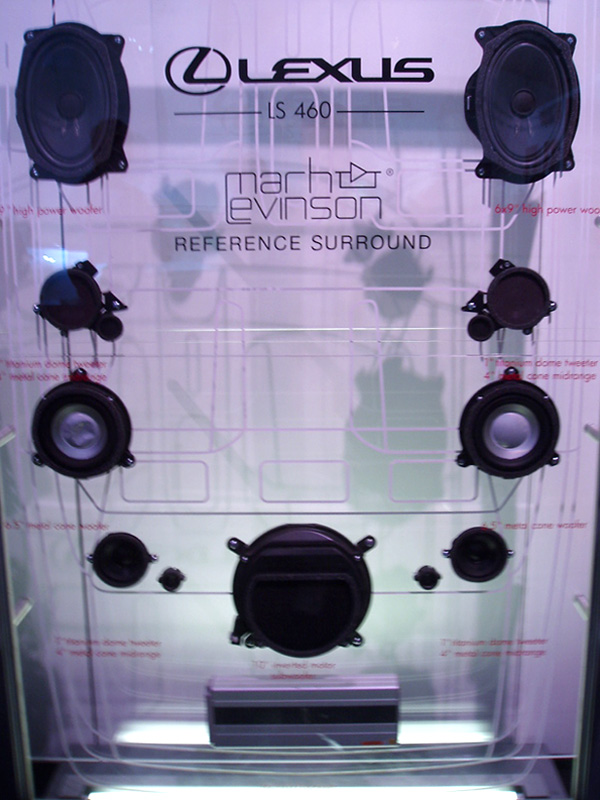
Mark Levinson für Lexus (2006)

Mark Levinson ist eine US-amerikanische Marke, die auf sehr hochwertige Hi-Fi-Komponenten ("High-End") spezialisiert ist.
Das Unternehmen wurde 1972 als Mark Levinson Audio Systems (MLAS) von Mark Levinson gegründet, von ihm aber Mitte der 80er Jahre nach wirtschaftlichen Problemen in einer Zwangssituation an die Madrigal Audio Laboratories verkauft. Zwischen dem Gründer und Madrigal kam es 1986 zu einer juristischen Auseinandersetzung, in der Madrigal ein Berufsverbot für Mark Levinson anstrebte. Das Ziel erreichte Madrigal nicht, aber der Gründer durfte keine Produkte mehr unter seinem Namen anbieten. Nachdem Madrigal etwa 2002 schloss, gehört das Unternehmen zu der Harman International Industries.
Der überragende Ruf der Mark-Levinson-Geräte erklärt sich aus der kompromisslosen Auslegung seiner ersten Produkte, die unter seinem Namen vermarktet wurden, und seinen Nachfolgeprojekten unter dem Namen Cello (ab 1984), etwa 1999 unter der Bezeichnung Red Rose Music. Schon in den 1970er Jahren gehörte Mark Levinson zur amerikanischen High-End-Szene. Nach einem MC-Phonovorverstärker JC-1, der im Jahr 1973 auch in einer Version für Batteriebetrieb angeboten wurde, brachte der Gründer Mono-Endverstärker auf den Markt. Zu den ersten und wichtigsten Produkten Mark Levinsons gehörte auch der Vorverstärker LNP-2, der nur in sehr geringen Stückzahlen produziert wurde und bis heute aufgrund seiner präzisen Einstellmöglichkeiten auf der Basis von drei Penny-&-Giles-Potentiometern als beispielhaftes Produkt gilt. Der Gründer von Madrigal, Sandford Berlin, sagte gegenüber der Zeitschrift Audio: My feeling was it would be nice to have a company that never made any compromises, that sold . . . the best.
Das erste unter Madrigal entwickelte Gerät war der Verstärker No. 20; Madrigal änderte die Produktionsmethoden von der Handarbeit weg. 1984 wurde ein DA-Wandler No. 30 und 1991 der CD-Player No. 31 vorgestellt. Seit den 1990er Jahren gehörten auch Vollverstärker zum Programm, seit 2001 wurden auch High-End-Anlagen für Lexus entwickelt. Nach der Übernahme der Mutterfirma Harman durch Samsung (2017) tritt die Marke in Deutschland wieder in Erscheinung.